# Oliver Warsitz
Oliver Warsitz (* 30. Juli 1967 in Hamburg) ist ein deutscher Schauspieler und Synchronsprecher.

## Leben
Der gelernte Goldschmied Oliver Warsitz absolvierte von 1993 bis 1997 den Studiengang „Darstellende Kunst“ an der Hochschule für Musik und Theater Rostock. Sein Bühnendebüt gab er 1997 an den Westfälischen Kammerspielen Paderborn, wo er bis 2000 durchgehend engagiert war, bis er 2001 nach Hamburg kam und hier zunächst auf Kampnagel als Mephistopheles im Urfaust zu sehen war. Seitdem steht er bis heute regelmäßig auf der Bühne des Ernst-Deutsch-Theaters, so zum ersten Mal – ebenfalls 2001 – als Polizist in Der Besuch der alten Dame von Friedrich Dürrenmatt. Des Weiteren spielte er u. a.  in Das Urteil von Nürnberg, Tod eines Handlungsreisenden oder Der Hauptmann von Köpenick, häufig unter der Regie von Wolf-Dietrich Sprenger. Von 2011 bis 2014 verkörperte er wiederholt den Vampirjäger Geiermeier in Der kleine Vampir. In dieser Rolle hatte er bereits 2007 im Theater für Niedersachsen in Hannover gastiert. Neben seiner Tätigkeit am Ernst-Deutsch-Theater ist Warsitz auch immer wieder an den Westfälischen Kammerspielen zu sehen gewesen. U. a. gab er 2008 dort den Lord Burleigh in Maria Stuart von Friedrich Schiller und war 2013 Mackie Messer in Bertolt Brechts Dreigroschenoper. In Paderborn stand er ebenfalls in der „Alten Dame“ auf der Bühne, hier war der Lehrer eine von mehreren seiner Rollen in dieser Inszenierung.
Seit 2001 arbeitet Oliver Warsitz auch regelmäßig für das Fernsehen. Seine erste Rolle hatte er als Polizist in einer Folge der Kinder-Krimiserie Die Pfefferkörner. Es folgten weitere Aufgaben in Spielfilmen und Krimiserien, wie z. B. Stubbe – Von Fall zu Fall, SOKO Wismar und Die Rettungsflieger.
Daneben ist Oliver Warsitz auch als Synchronsprecher tätig. Er war u. a. die deutsche Stimme von Sunil Munshi in Verdammnis und synchronisierte Derek Mears in Hatchet 3 oder Uli Latukefu in der US-amerikanischen Webserie Marco Polo.

## Filmografie (Auswahl)
- 2001: Die Pfefferkörner – Hooligans
- 2002: Doppelter Einsatz – Der Mörder in dir
- 2002: Die Rettungsflieger – Zum Dessert
- 2003: Stubbe – Von Fall zu Fall: Tödlicher Schulweg
- 2003: Stubbe – Von Fall zu Fall: Opfer im Zwielicht
- 2003: He (Kurzfilm)
- 2004: Metallic Blues
- 2004: SOKO Wismar – Katz und Maus
- 2005–2007: 4 gegen Z (mehrere Folgen als Schiffer)
- 2006: Carls Schwester (Kurzfilm)
- 2006: Gabra2 (Kurzfilm)
- 2006: SOKO Wismar – Verfluchte Leidenschaft
- 2006: Tatort – Schattenspiele
- 2007: Die Rettungsflieger – Sternzeichen
- 2007: Doktor Martin – Ausgebremst
- 2007: Krimi.de – Die Gang/Das Klaukind
- 2009: Der gestiefelte Kater
- 2010: Haltet die Welt an
- 2010: Emmas Chatroom
- 2010: Tatort – Vergissmeinnicht
- 2011: Das Duo – Tödliche Nähe
- 2012: Morden im Norden – Besuch der alten Dame
- 2013: Unter anderen Umständen – Der Mörder unter uns
- 2013: Eine mörderische Entscheidung
- 2015: Nord Nord Mord – Clüvers Geheimnis
- 2015: Der Verlust
- 2016: Notruf Hafenkante – Franzis Albtraum
- 2016: Neben der Spur – Todeswunsch
- 2017: SOKO Wismar – Knock-out
- 2018: Rote Rosen (Telenovela) (54 Folgen als Jan-Erik Vollmer)
- 2019: Ostfriesensünde
- 2022: Morden im Norden – Wolf
- 2022: Eisland
- 2024: Wendland – Stiller und der rote Faden

## Auszeichnungen
- 1996: Förderpreis der Bundesrepublik Deutschland beim Theatertreffen deutschsprachiger Schauspielstudenten in Chemnitz[3]